# Teratura janetscheki
Teratura janetscheki är en insektsart som först beskrevs av Bei-bienko 1968.  Teratura janetscheki ingår i släktet Teratura och familjen vårtbitare. Inga underarter finns listade i Catalogue of Life.